# Paolo Groppelli
Paolo Groppelli (Venezia, 6 luglio 1677 – Venezia, 29 maggio 1751) è stato uno scultore italiano.

## Biografia
Terzogenito di Giovanni Battista Groppelli ebbe come padrino di battesimo Giusto Le Court e fu anch'egli scultore. Ebbe l'apprendistato presso il fratello maggiore Marino e successivamente si unì in una propria bottega con il fratello Giuseppe. A differenza di questi rielaborò gli stimoli del periodo di formazione in un linguaggio scultoreo più completo per cui è più agevole ricostruirne un catalogo autonomo. Tra queste opere si annoverano la Madonna con il Bambino (1708) per la demolita chiesa di Santa Croce alla Giudecca a Venezia (ora ricollocata nella chiesa di Sant'Antonio Abate a Lussingrande), gli altari della Beata Vergine del Rosario (1717-1723) – corredato nel fregio della cornice interna di quindici tondi a bassorilievo illustrativi dei Misteri del Rosario – e della Scuola del Santissimo Nome di Gesù (1725-1730) nel duomo di Pirano, il busto di Girolamo Foscarini nella cappella di famiglia a San Stae a Venezia alcune parti dello smembrato altare dei Santi Nicolò e Girolamo nel duomo di Udine, a cui si aggiungono le sculture realizzate dopo la morte di Giuseppe come il San Paolo (1741) nella parrocchiale di Pozzuolo del Friuli, il San Girolamo (1741 c.) nel duomo di Sacile o il San Zenone (1745) sulla facciata del Palazzo Comunale di Finale Emilia.

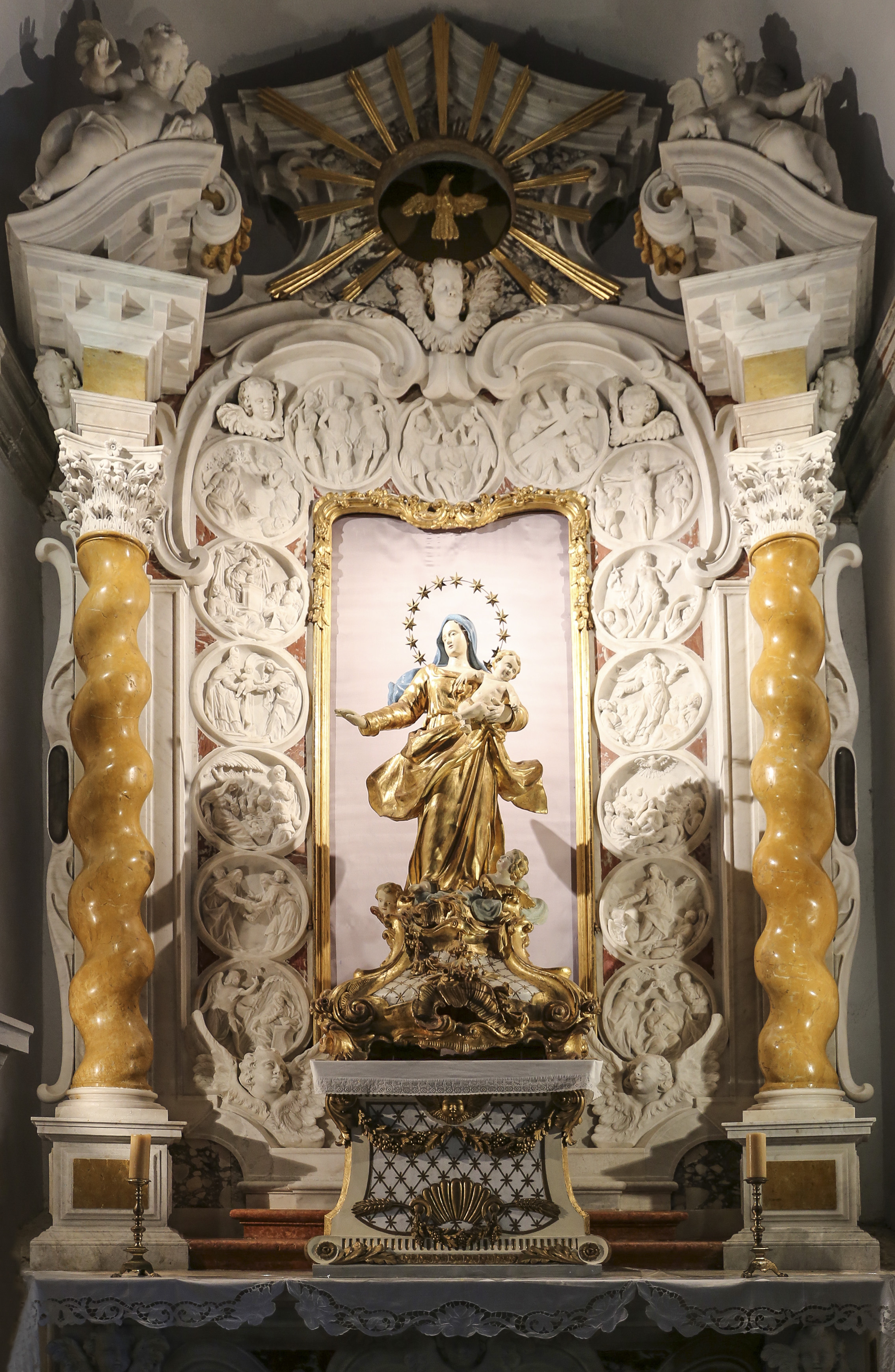
Paolo Groppelli, Altare della Madonna del Rosario, Chiesa di San Giorgio, Pirano (la statua processionale in legno è probabilmente di Domenico Bevilacqua)
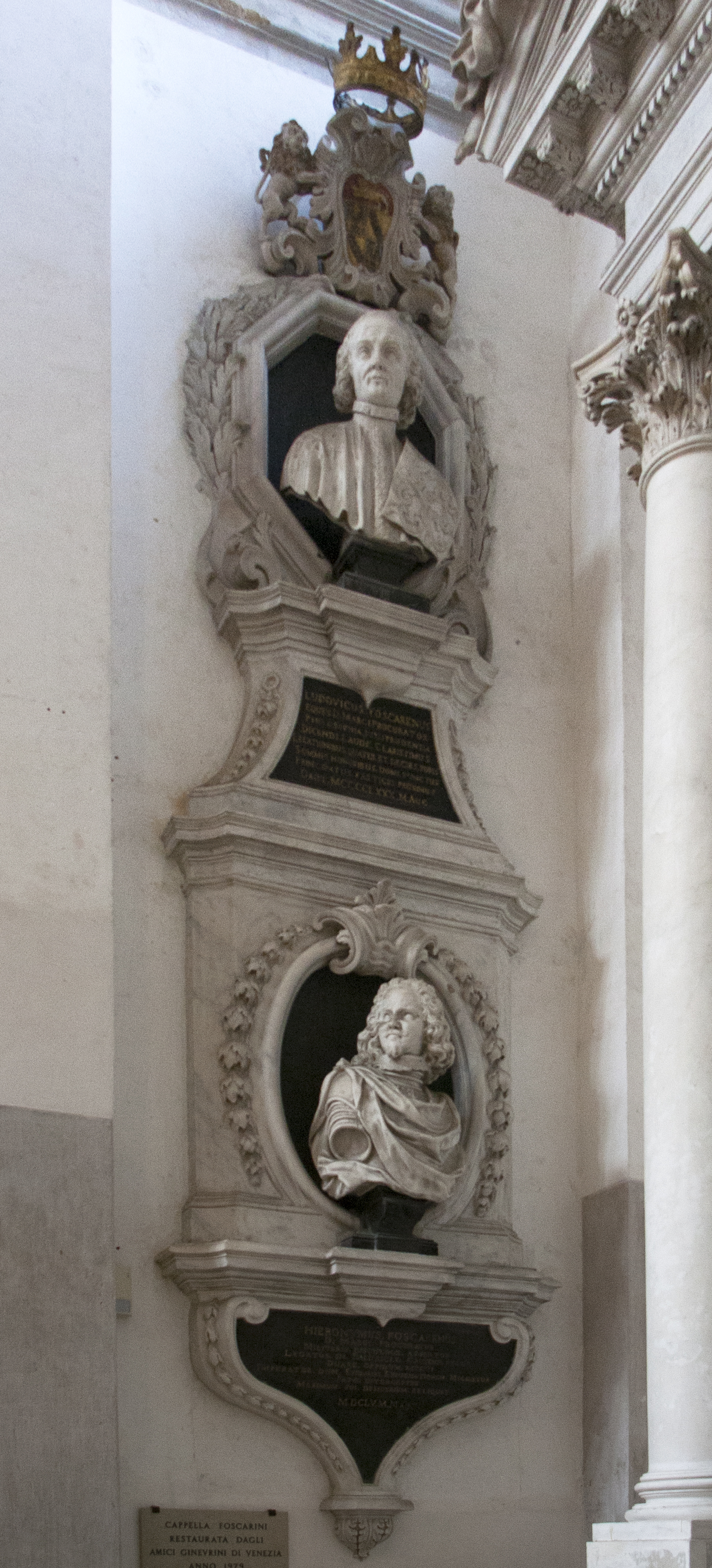
Gerolamo Foscarini di Paolo Groppelli (in basso) e Ludovico Foscarini di Pietro Baratta (in alto), Cappella Foscarini, Chiesa di San Stae, Venezia
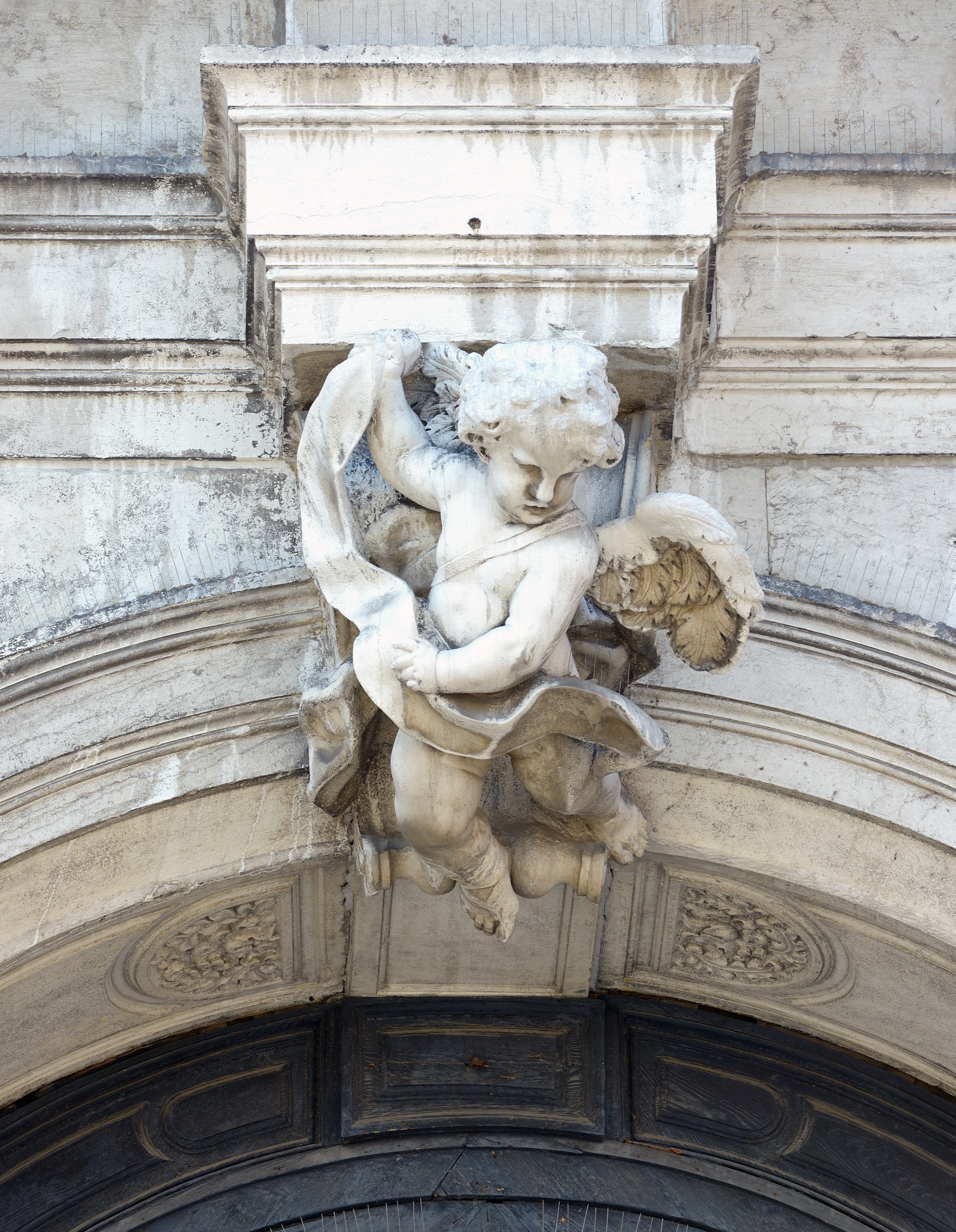
Giuseppe e Paolo Groppelli, Angelo reggicartiglio, portale della Chiesa di San Stae, Venezia
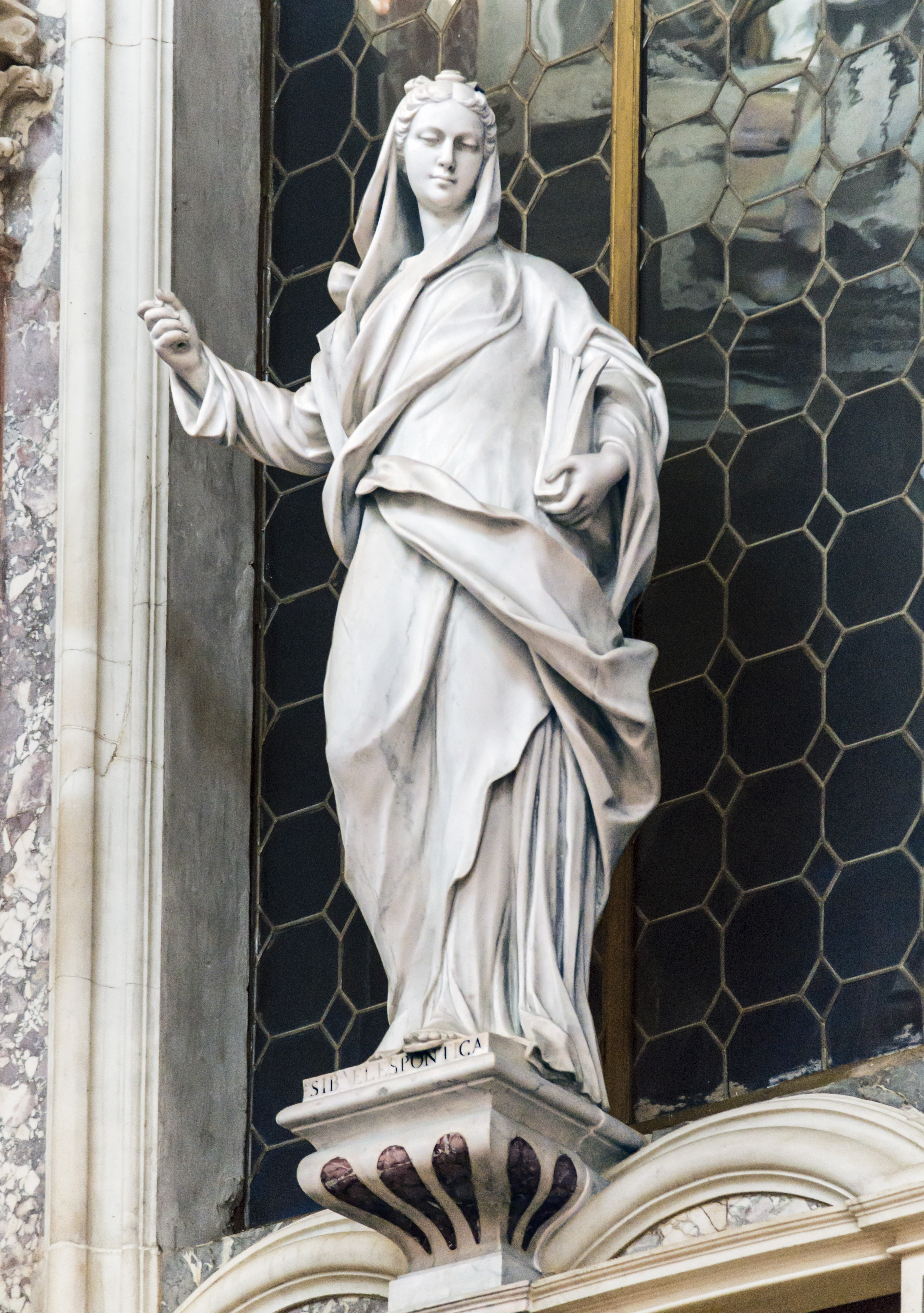
Giuseppe e Paolo Groppelli, Sibilla Ellespontica, Chiesa degli Scalzi, Venezia
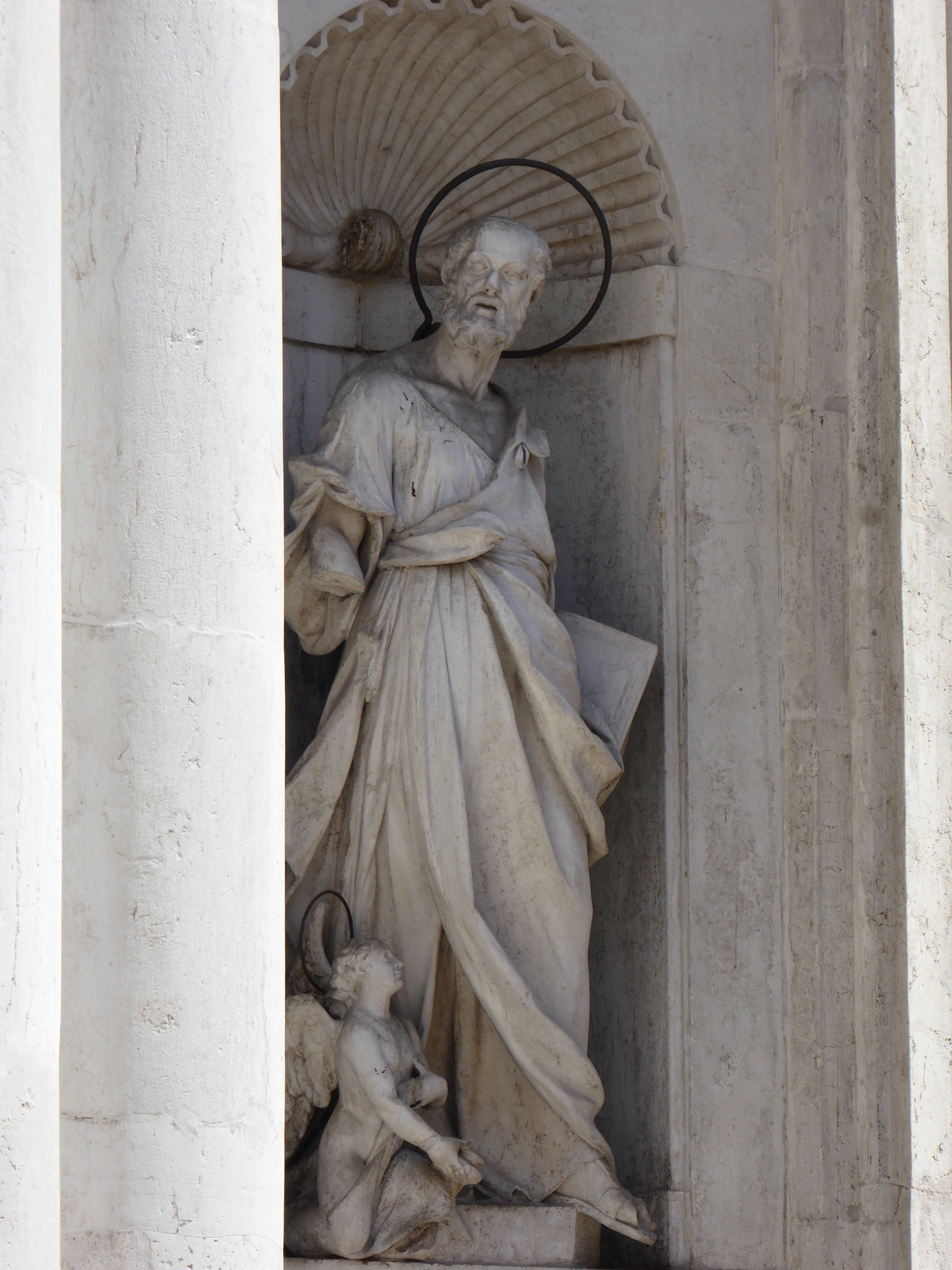
Giuseppe e Paolo Groppelli, San Matteo, Chiesa dei Gesuiti, Venezia

## La bottega di Giuseppe e Paolo Groppelli
Per la bottega di Giuseppe e Paolo il catalogo delle opere è naturalmente più cospicuo. Nel 1709 lavorarono all'altare della sagrestia di San Michele in Isola. Nei due anni successivi realizzarono due grandi figure d'angelo erette sull'altare di San Francesco Saverio nelle chiesa di San Giacomo a Lubiana e due figure di angeli molto simil per l'altare della Beata Vergine nella cattedrale di Lubiana. Nel 1712 circa parteciparono ai lavori del cantiere della facciata di San Stae, a loro è attribuibile certamente l'Angelo reggicartiglio sulla chiave d'arco del portale principale. Parteciparono alla grande fornitura di statue veneziane per il Giardino d'estate di San Pietroburgo prima con la Ninfa dell'Aria e la perduta Ninfa della Terra (1716) e più tardi le figure di Talia, Euterpe, Tersicore e Polimnia (anche quest'ultima perduta) inviate nel 1725. Attorno al 1717 eseguirono diverse sculture per la chiesa degli Scalzi: nelle nicchie della navata i santi Pietro, Paolo, Bartolomeo, Giovanni Evangelista e nel presbiterio le sibille Ellespontica e Tiburtina. Nel 1724-25 circa furono coinvolti, assieme a diversi altri scultori attivi a Venezia come Pietro Baratta, Francesco Cabianca, Antonio Tarsia e Giuseppe Torretti, nella cospicua decorazione della facciata della chiesa dei Gesuiti realizzando il San Matteo nella nicchia in basso a destra ed il San Giacomo Minore posto sulla trabeazione spezzata che divide la facciata. Nel 1727-1728 circa scolpirono le statue per la parrocchiale di Torviscosa: il San Francesco d'Assisi a pendant con il Sant'Antonio di Giuseppe Torretti sull'altare maggiore e la Madonna del Rosario sull'omonimo altare. Dopo il 1728 scolpirono e firmarono le allegorie del Tatto e della Ragione per lo scalone di villa Giovanelli Colonna a Noventa Padovana.

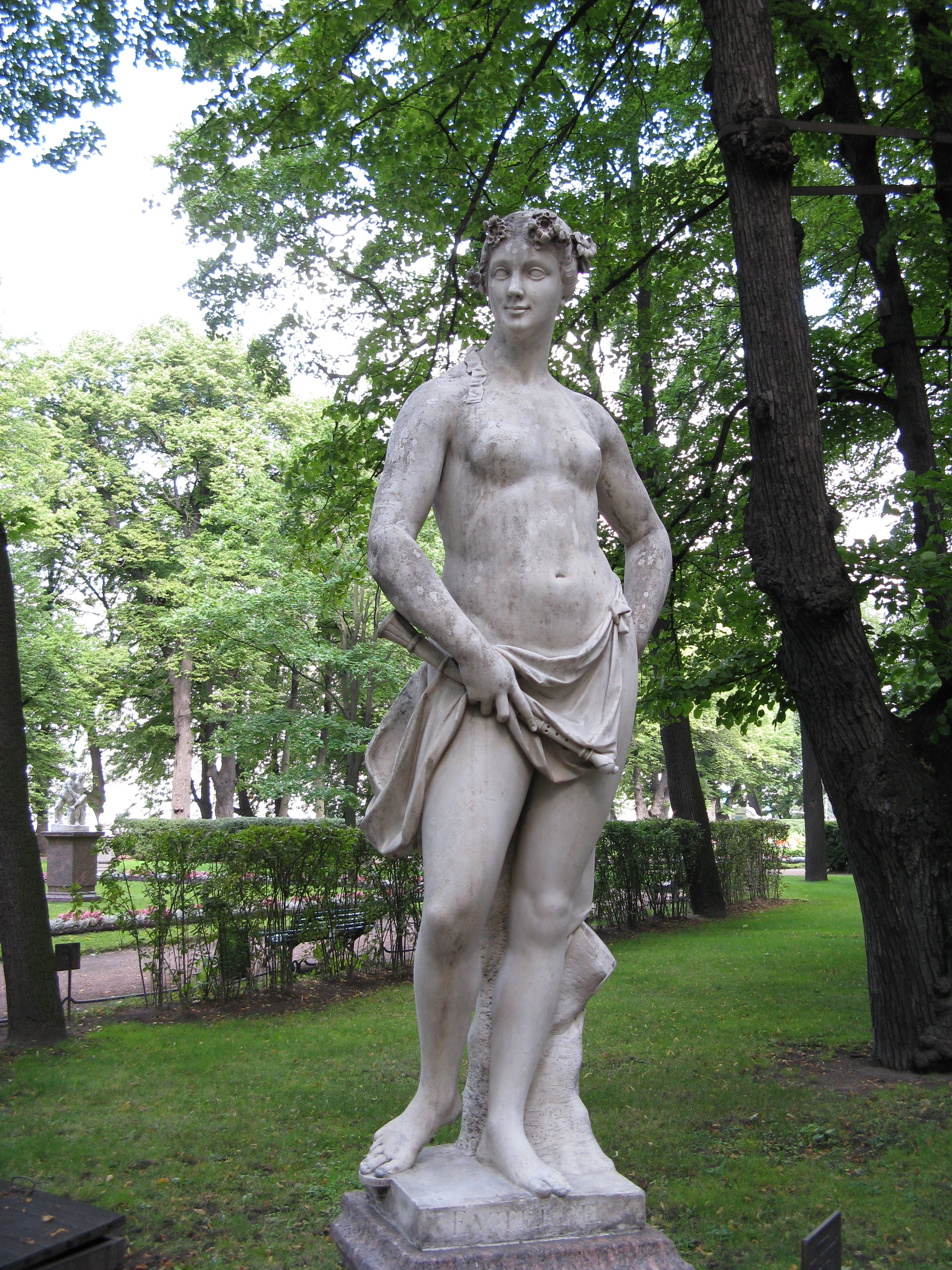
Giuseppe e Paolo Groppelli, Euterpe, Giardino d'estate, San Pietroburgo
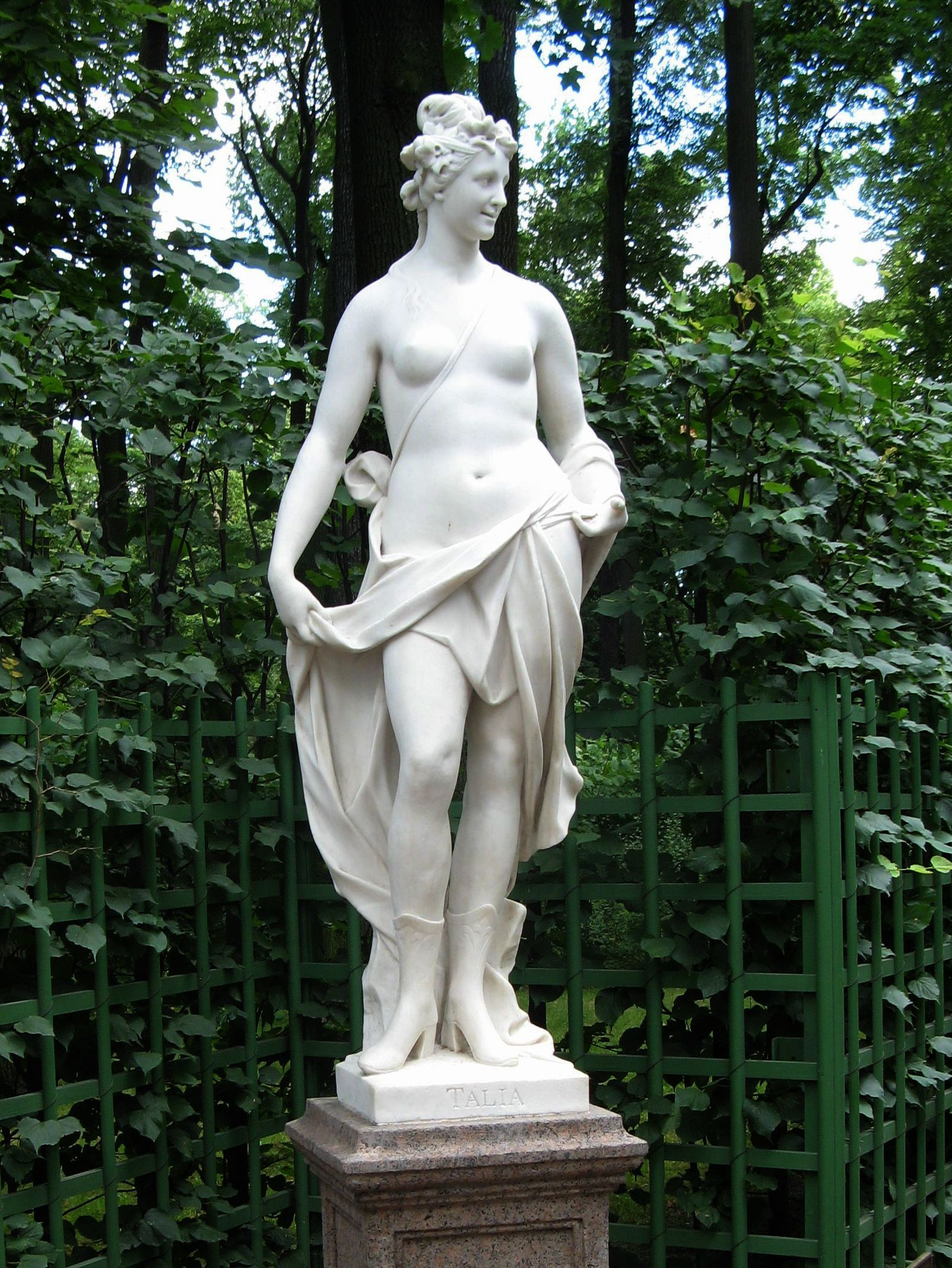
Giuseppe e Paolo Groppelli, Talia, Giardino d'estate, San Pietroburgo
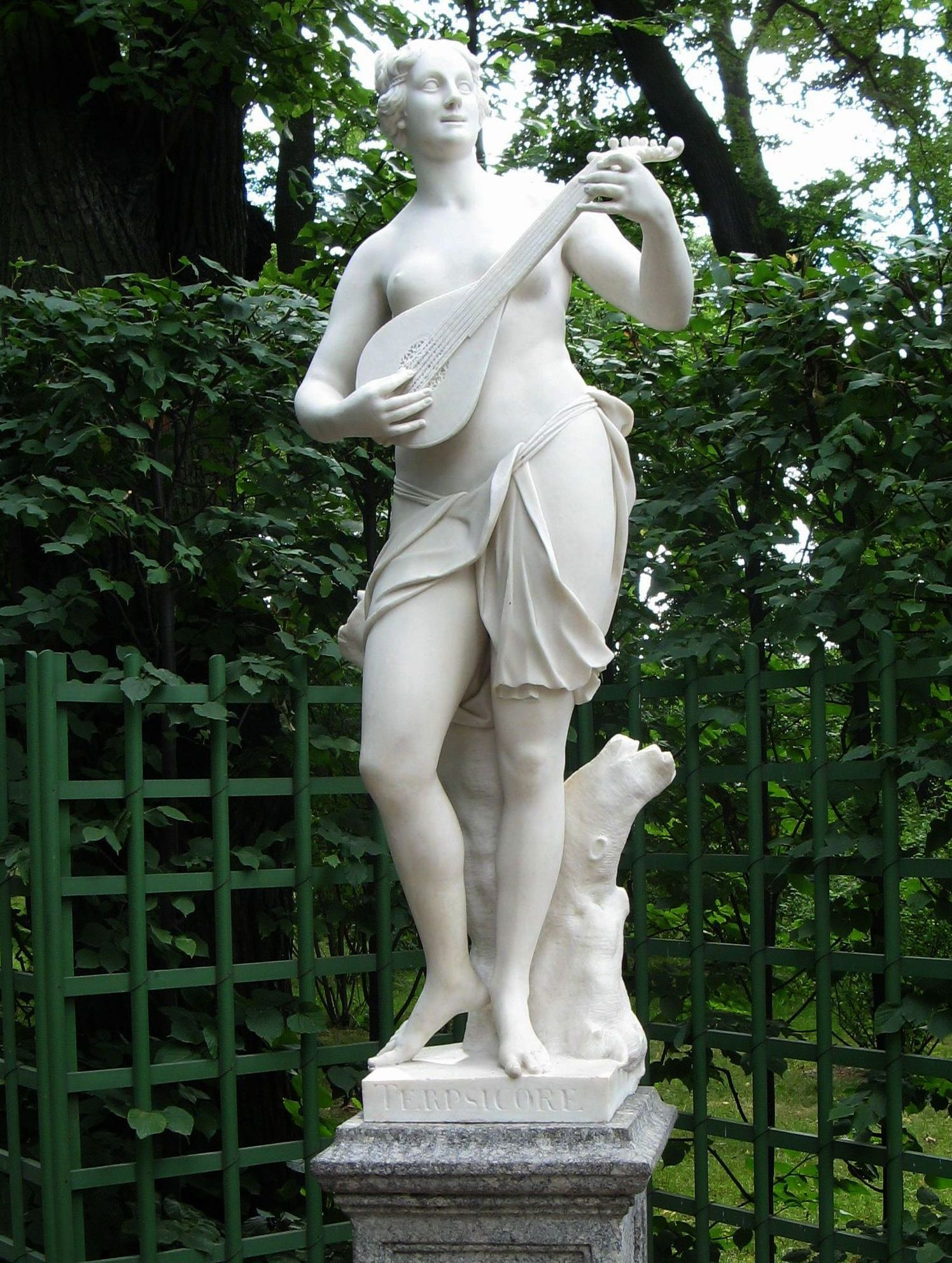
Giuseppe e Paolo Groppelli, Tersicore, Giardino d'estate, San Pietroburgo
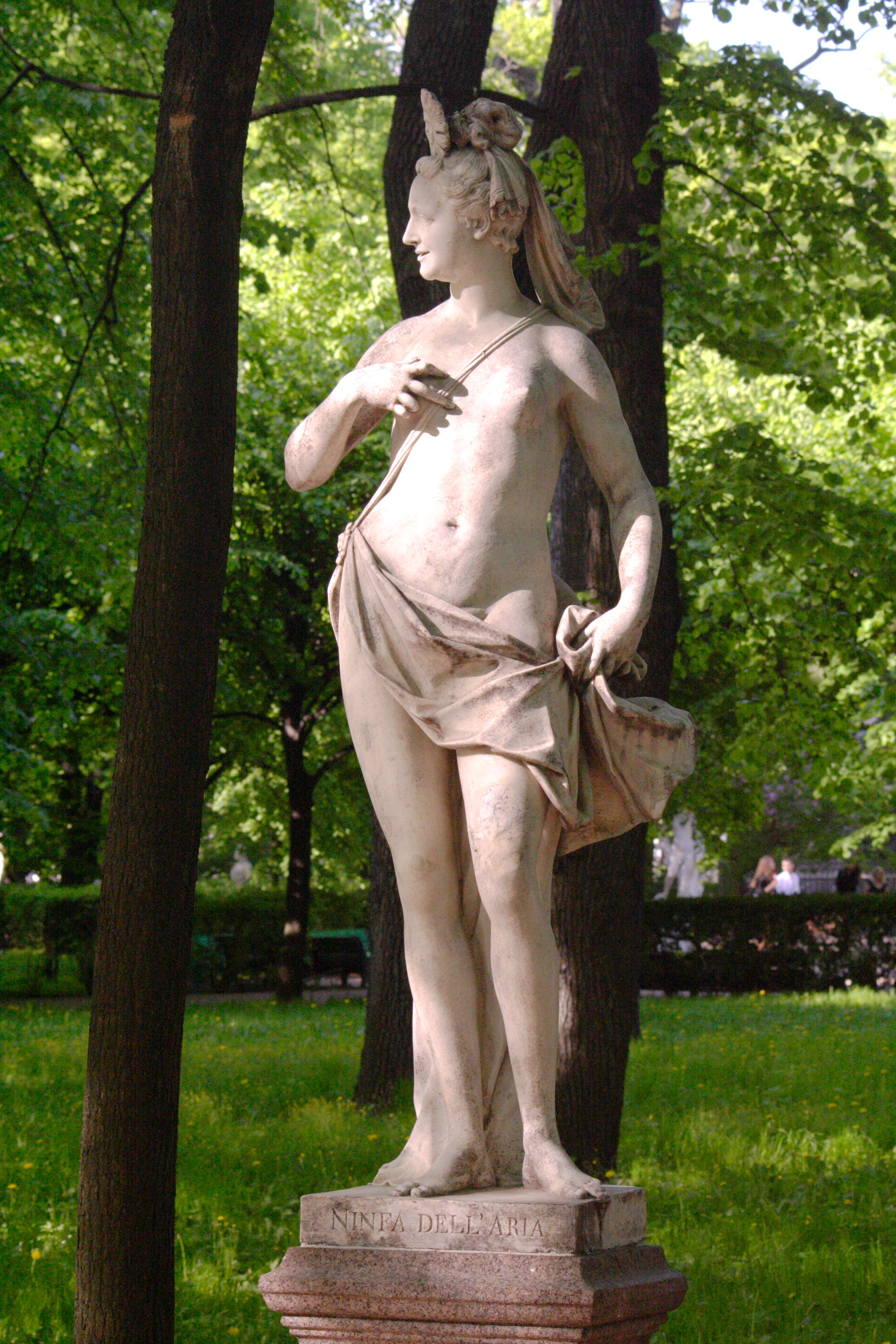
Giuseppe e Paolo Groppelli, Ninfa dell'Aria, Giardino d'estate, San Pietroburgo